# Duindennenzwam
De duindennenzwam (Diplomitoporus flavescens) is een schimmel behorend tot de familie Polyporaceae. Hij leeft saportroof op dood hout in naaldbossen op droge rijke zandgronden.

## Kenmerken
Vruchtlichaam
Vruchtlichamen zijn geheel of grotendeels resupinaat en tot 5 cm breed met soms met tot 1 cm afstaande hoedkanten die wit van kleur zijn.
Poriën
De poriën zijn opvallend wijd.  Ze hebben een diameter van 0,2 tot 1 mm, met gemiddeld 1 tot 3 poriën per mm. Aanvankelijk zijn hun poriën vol en stomp, dan omzoomd of gekarteld. Poriën zijn rond of hoekig en minder vaak langwerpig.

## Verspreiding
De duindennenzwam komt voor in Europa en Azië. De schimmel is zeldzaam in Noord-Europa, waar het beperkt is tot oerbossen die worden gedomineerd door sparren. In deze regio geeft hij de voorkeur aan waardbomen waar geen of weinig andere schimmels op groeien en die relatief gezonde toestand zijn. De schimmel is ook waargenomen in de regio Changbaishan in het noordoosten van China, met veel poriën. In 2016 werd Diplomitoporus flavescens voor het eerst waargenomen in Turkije, waar hij op een tak van zwarte den groeide.
In Nederland komt hij vrij zeldzaam voor. Hij staat op de rode lijst in de categorie 'Gevoelig'. Met name wordt hij gevonden op stammen en stronken van vooral dode zwarte den in aangeplante bossen in de duinen. Vindplaatsen concentreren zich rond Bergen en Schoorl en op Terschelling.